# 源直
源 直（みなもと の すなお）は、平安時代初期から前期にかけての公卿。嵯峨源氏、左大臣・源常の三男。官位は従三位・参議。

## 経歴
文徳朝の仁寿4年（854年）従五位下に叙せられ、翌斉衡2年（855年）侍従に任ぜられる。その後、文徳朝末の天安元年（857年）10月に中務少輔に転じ、さらに天安2年（858年）5月に兵部少輔に遷った。
同年11月の清和天皇の即位に伴って従五位上に叙せられる。清和朝前半は引き続き兵部少輔を務める一方、貞観9年（867年）正五位下に叙せられている。その後、貞観10年（868年）右中弁、貞観12年（870年）左中弁、貞観15年（873年）蔵人頭、貞観16年（874年）右近衛権中将と清和朝半ばは文武の要職を歴任し、この間の貞観13年（871年）従四位下に昇叙された。貞観17年（875年）病気のために蔵人頭を辞任するが、引き続き光孝朝まで10年以上に亘って近衛中将を務め、この間の貞観18年（876年）従四位上、元慶元年（877年）正四位下と昇進している。
光孝朝の仁和2年（886年）参議に任ぜられ公卿に列す。光孝朝から宇多朝前半にかけて、議政官として左大弁を兼帯した。寛平4年（892年）兼官が左大弁から右衛門督に遷り、寛平8年（896年）従三位に至る。寛平9年（897年）右衛門督の兼官も解かれ、讃岐権守のみを兼ねた。
醍醐朝の昌泰2年（899年）12月26日出家するが、即日薨去。享年71。最終官位は参議従三位行讃岐権守。

## 官歴
注記のないものは『日本三代実録』による。
- 時期不詳：正六位上
- 仁寿4年（854年） 正月7日：従五位下
- 斉衡2年（855年） 8月23日：侍従
- 天安元年（857年） 10月27日：中務少輔
- 天安2年（858年） 5月11日：兵部少輔。11月7日：従五位上
- 貞観5年（863年） 2月10日：山城権守。2月16日 ：兵部少輔
- 貞観9年（867年） 正月7日：正五位下。2月11日：木工頭
- 貞観10年（868年） 正月16日：右中弁
- 貞観12年（870年） 正月25日：左中弁
- 貞観13年（871年） 正月7日：従四位下[1]
- 貞観15年（873年） 12月：蔵人頭[1]
- 貞観16年（874年） 2月29日：右近衛権中将、止左中弁[1]
- 貞観17年（875年） 正月13日：兼相模権守[2]。2月：辞蔵人頭[1]。8月15日：右近衛中将[1]
- 貞観18年（876年） 正月7日：従四位上[1]
- 貞観19年（877年） 正月15日：兼備中守[1]。11月21日：正四位下
- 元慶3年（879年） 正月11日?：止備中守[2]
- 元慶5年（881年） 2月15日：兼肥後守[1]
- 元慶6年（882年） 2月3日：兼美濃守（受領）[2]
- 元慶9年（885年） 正月16日?：止美濃守[2]
- 仁和2年（886年） 6月13日：参議、止右近衛中将[2]
- 仁和3年（887年） 2月2日：兼播磨権守[1]
- 仁和4年（888年） 11月4日：正四位上[1]
- 仁和5年（889年） 2月8日：兼刑部卿[1]。
- 寛平2年（890年） 閏9月20日：兼左大弁[1]。11月21日：兼右衛門督[1]
- 寛平3年（891年） 4月11日：兼民部卿、左大弁如元[1]
- 寛平4年（892年） 正月23日：兼越前守[1]。2月21日：兼右衛門督、止左大弁民部卿[1]
- 寛平7年（895年） 2月11日：兼備前権守[1]
- 寛平8年（896年） 正月7日：従三位[1]
- 寛平9年（897年） 5月25日：兼讃岐権守、去右衛門督[1]
- 昌泰2年（899年） 12月26日：出家、薨去（参議従三位行讃岐権守）

## 系譜
『尊卑分脈』による。
- 父：源常
- 母：不詳
- 妻：不詳
  - 男子：源同（または周）